# مارا لاکیچ
مارا لاکیچ (انگلیسی: Mara Lakić؛ زادهٔ ۱۸ اوت ۱۹۶۳) بازیکن بسکتبال اهل یوگسلاوی بود.
وی در مسابقات کشوری و بین‌المللی در مجموع برندهٔ ۳ مدال نقره شده‌است.